# اینترنشنال پرسونال فایننس
اینترنشنال پرسونال فایننس (انگلیسی: International Personal Finance) شرکت خدمات مالی بریتانیایی است، که در سال ۱۹۹۷ تأسیس شد.